# نیسان پرسیج
نیسان پرسیج (Nissan Presage) خودرویی است که در سال‌های ۱۹۹۸ تا ۲۰۰۹تولید شده‌است.
این خودرو در کلاس مینی‌ون قرار گرفته، است.